# Lois Kay Madore
Lois Kay Mozingo de Madore (1948) es una botánica, e ilustradora estadounidense, especializada en Asparagaceae. Ha sido docente en la Reserva Ecológica meseta de Santa Rosa desde 2000. Ha sido empleada por el Nature Conservancy para hacer trabajo de investigación botánica en la Reserva Ecológica meseta de Santa Rosa en 2006. Kay vive en Brea, en el condado de Orange oriental.

## Algunas publicaciones
- Chester, Tom; Wayne Armstrong, Kay Madore (16 de noviembre de 2007). «Brodiaea santarosae The Santa Rosa Basalt Brodiaea». Consultado el 10 de julio de 2011..

## Fuente
- louise s Grinstein, carol a Biermann, rose k Rose. 1997. Women in the biological sciences: a biobibliographic sourcebook. Ed. Greenwood Publishing Group. 609 pp. ISBN 0-313-29180-2

- La abreviatura «Madore» se emplea para indicar a Lois Kay Madore como autoridad en la descripción y clasificación científica de los vegetales.[2]